# Цинграф, Ганс
Ганс Дитер Цинграф (нем. Hans Dieter Zingraff; род. 1947, Карлсруэ) — современный немецкий художник-конструктивист.

## Биография
Родился в семье предпринимателя, владельца электротехнической фирмы. Несмотря на настойчивое требование родителей стать инженером, ещё в юности проявил желание заниматься художественным творчеством. Интересовался искусством тромплей, созданием оптических эффектов и пространственных иллюзий. В 1972 году Цинграф переезжает в городок Дения на юге Испании. В свои первые испанские годы художник создаёт ряд сюрреалистических, социально-критических работ, некоторые из которых указывают на влияние истических коллажей. Реалистически изображённые фрагменты Цинграфа противопоставляются выпадающему из рамок, абстрактному цвету нарисованного — творческий манёвр, используемый им позднее при создании архитектурных натюрмортов в смешанной, коллажной технике.
В 1984 году художник впервые использует в своих работах наклеенные деревянные элементы (дощечки и пр.), придающие его картинам особенности рельефа. В то же время предположительно наклеенные на объект фотографии оказываются на самом деле искусно вырисованными. В этот же период, в 1983—1985 годы, Цинграф добивается — как художник — признания в Испании. На 50-м Осеннем салоне в Мадриде в 1983 году (Salon de Otoño, Asociación Española de Pintores y Escultores) в экспозицию принимается одна из его работ. С середины 1980-х годов социальная тема в картинах Цинграфа постепенно сходит на нет. До 1996 года в своих работах рассматривает Цинграф изменение пространственного континуума и оптической многозначности абсолютно абстрактно. Новый решительный шаг в своём новаторстве художник предпринимает в 1999 году. Как логическое следствие — его композиции действительно изымаются из плоскости и, в конце концов, из предусмотренного художественного формата. Глубина, объём и освещение с этого момента являются не только иллюзиями изображения, но и ощущением реальности. Части его картин становятся самодостаточными, стены и пространство как бы «втягиваются» в художественное произведение, установленные сзади лампы обеспечивают создание реального света и реальных теней.
Работы Г. Д. Цинграфа экспонировались как на персональных, так и групповых международных художественных выставках в Берлине, Нью-Йорке, Мадриде, Лиме, Каире, Севилье, Барселоне, Карлсруэ, Валенсии, Байонне и др. Лауреат ряда национальных и интернациональных конкурсов в области искусства.

## Галерея

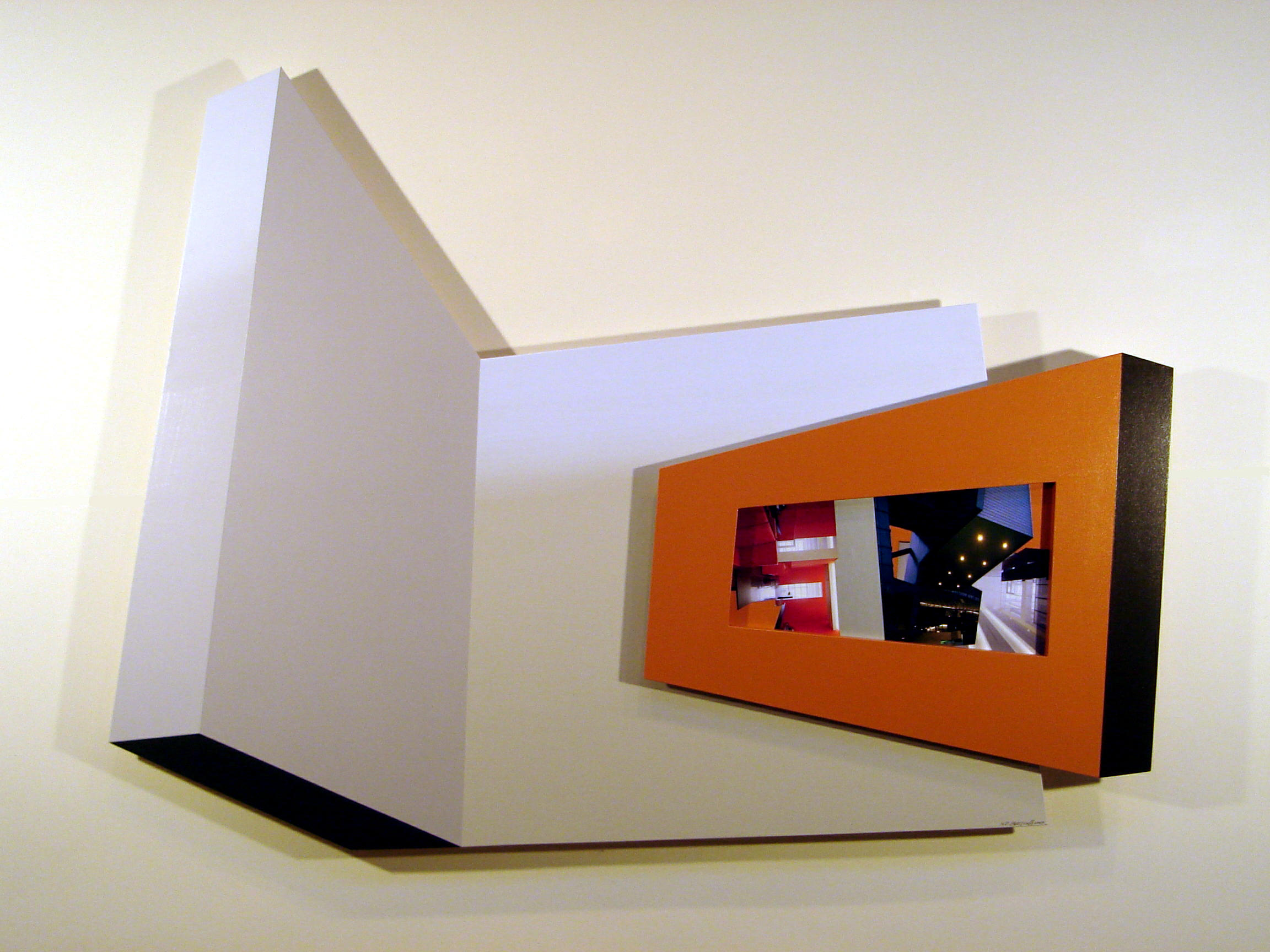
Конструктивистский коллаж, смешанная техника (2007)
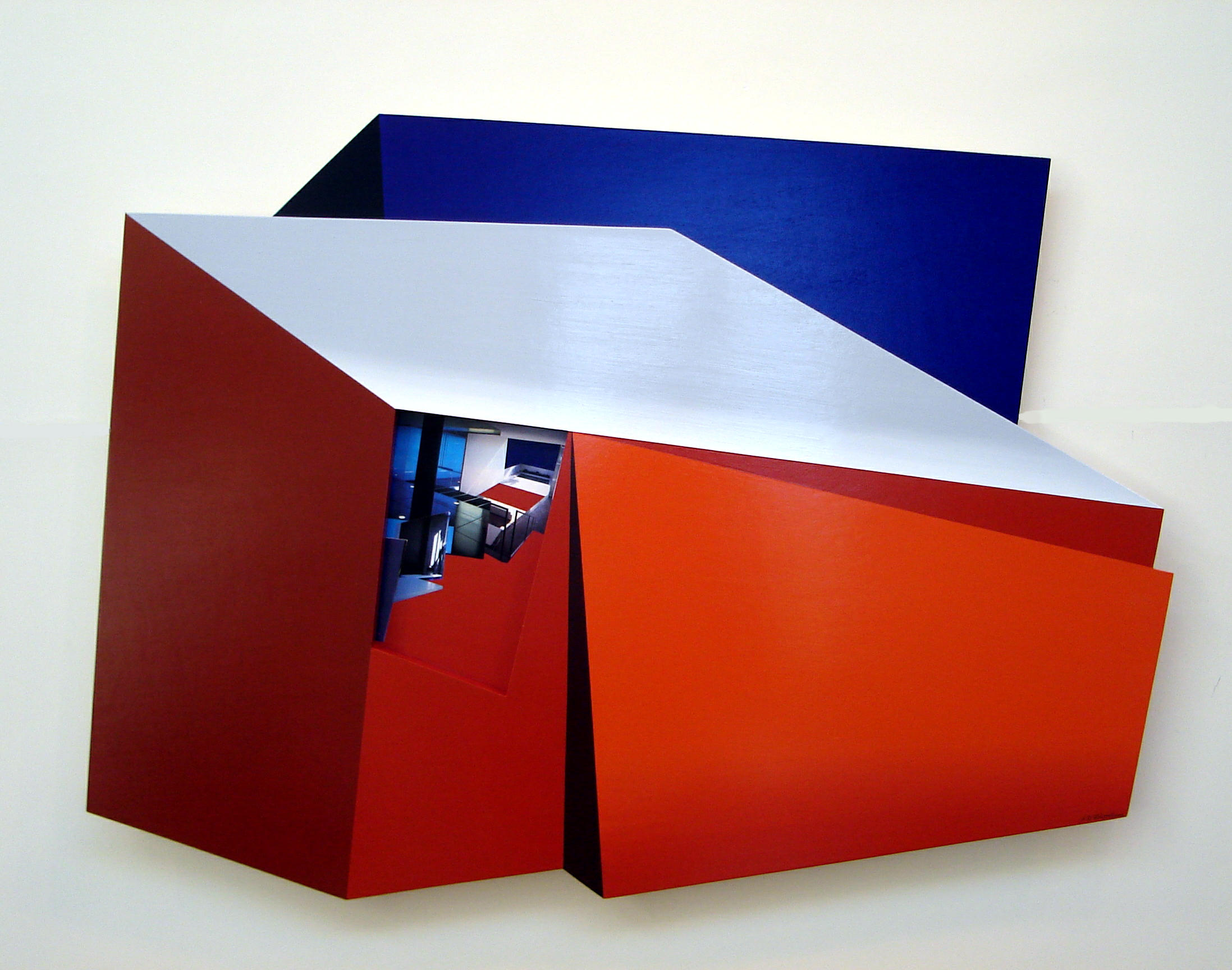
Конструктивистская конструкция (2006)
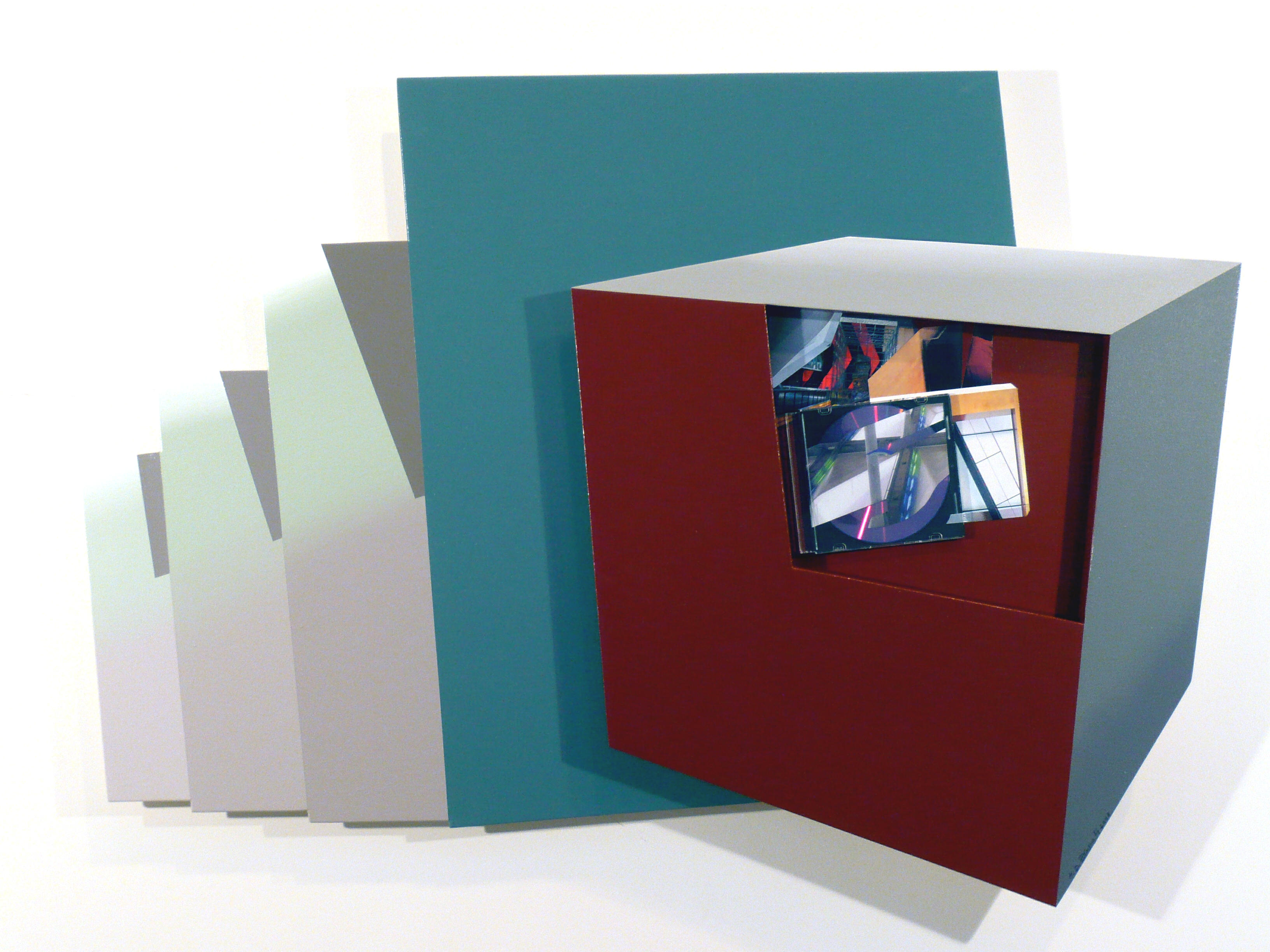
Конструктивистская конструкция 19-08.